# Swift Hesperingen
Swift Hesperingen (luxemburgisch Swift Hesper, offiziell: Football Club Swift Hesperange) ist ein luxemburgischer Fußballverein.

## Geschichte
Der Verein wurde 1916 gegründet, die Vereinsfarben sind Rot und Weiß. Bis zum Zweiten Weltkrieg spielte Swift mit Ausnahme der Saison 1928/29, als der Aufstieg in die Ehrenpromotion gelang, dritt- oder viertklassig.
Während der deutschen Besetzung Luxemburgs im Zweiten Weltkrieg wurde der Verein 1940 in FV Rot-Weiß Hesperingen umbenannt. 1944 erfolgte die Rückbenennung in FC Swift Hesperange.
Nach einem zwischenzeitlichen Abstieg bis in die Fünftklassigkeit Mitte der 1960er Jahre gelang erst 1976 wieder die Rückkehr in die Ehrenpromotion. 1985 erfolgte der erstmalige Aufstieg in die Nationaldivision. Durch den bis dahin größten Erfolg der Vereinsgeschichte, den Gewinn des Coupe de Luxembourg im Jahr 1990 gegen AS Differdingen, qualifizierte sich Swift für die Teilnahme am Europapokal der Pokalsieger 1990/91. Dort schied Hesper nach zwei 0:3-Niederlagen gegen Legia Warschau bereits in der ersten Runde aus.
Nach dem Abstieg 1995 wurde der Club bis in die drittklassige 1. Division durchgereicht, schaffte den sofortigen Wiederaufstieg und kehrte 2001 in die Nationaldivision zurück. Am Ende der Spielzeit 2011/12 verpasste Swift nur knapp den direkten Klassenerhalt und beendete die Saison auf dem zwölften Platz. Im Barragespiel gegen den Drittplatzierten der Ehrenpromotion FC Wiltz 71 unterlag Swift überraschend mit 2:6 und stieg erneut ab. Es folgten der sofortige Wiederauf- und der erneute Abstieg.
Ende 2018 wurde kolportiert, der Sportmäzen und Immobilien-Makler Flavio Becca würde sein Engagement bei Serienmeister F91 Düdelingen beenden und sich künftig bei Swift engagieren. Diese Hinweise verdichteten sich im April 2019.
Wegen der COVID-19-Pandemie unterbrach der luxemburgische Fußballverband am 12. März 2020 die laufende Saison. Zu diesem Zeitpunkt führte Swift die Tabelle der Ehrenpromotion nach dem 15. Spieltag an. Am 22. April 2020 gab der Verband den endgültigen Saisonabbruch bekannt und erklärte Swift Hesperingen zum Aufsteiger in die BGL Ligue. Dort erreichte man auf Anhieb den dritten Platz, der zur Teilnahme an der UEFA Europa Conference League berechtigte. In der 1. Qualifikationsrunde unterlag Swift dann allerdings knapp mit 0:1 und 1:1 gegen NK Domžale aus Slowenien.
In der Saison 2022/23 gewann Swift zum ersten Mal in der Vereinsgeschichte die luxemburgische Meisterschaft, die gleichzeitig zur erstmaligen Teilnahme an der UEFA Champions League berechtigte. Dort scheiterte man in der 1. Qualifikationsrunde an Slovan Bratislava (1:1, 0:2) und stieg in die UEFA Europa Conference League ab. Nach einem Weiterkommen gegen den The New Saints FC aus Wales schied man auch hier in der 3. Qualifikationsrunde gegen den FC Struga aus. Ein Jahr später qualifizierte man sich als Vizemeister erneut für die Conference League, konnte aber die UEFA-Lizenzauflagen nicht erfüllen und verpasste die Teilnahme.

## Erfolge
- Luxemburgischer Meister: 2023
- Luxemburgischer Pokalsieger: 1990

## Aktueller Kader

### Kader Saison 2024/25
Stand: 11. Februar 2025
| 40 | Geordan Dupire      | Frankreich Madagaskar                |
| 46 | Robin Kuenemann     | Luxemburg Frankreich                 |
| 48 | Carmel Konde Kiambu | Belgien Kongo Demokratische Republik |

| 03 | Luca Di Giannantonio   | Italien                                 |
| 12 | Négo Ekofo             | Frankreich Kongo Demokratische Republik |
| 13 | Dylan Cardoso          | Luxemburg Portugal                      |
| 14 | Kobe Bohets            | Belgien                                 |
| 15 | Ricardo Aleixo Delgado | Luxemburg Portugal                      |
| 26 | Jerry Prempeh          | Ghana Frankreich                        |
| 29 | Pierre-Daniel Nguinda  | Kamerun Frankreich                      |
| 31 | Wout De Buyser         | Belgien                                 |
| 37 | Luca Ferrara           | Belgien Italien                         |
|    | Kenan Skenderovic      | Luxemburg                               |

| 02 | Eldin Cikotic          | Luxemburg Bosnien und Herzegowina |
| 04 | Aldin Skenderovic      | Luxemburg Montenegro              |
| 05 | Arton Zekaj            | Kosovo Serbien                    |
| 06 | Yanis Bouazzati        | Belgien Marokko                   |
| 10 | Dominik Stolz          | Deutschland                       |
| 18 | Aidara Losseni Serifou | Elfenbeinküste                    |
| 19 | Mohammed Loua          | Belgien Guinea-a                  |
| 22 | Yanis Jankovic         | Luxemburg                         |
| 28 | Charles Morren         | Belgien                           |
| 38 | Lucas Correia          | Luxemburg Portugal                |

| 07 | El Hadi Belameiri | Frankreich Algerien       |
| 08 | Florian David     | Frankreich Guadeloupe     |
| 11 | Mohamed Gueddar   | Frankreich Marokko        |
| 20 | Jerome Mabom      | Kamerun Frankreich        |
| 24 | Ambroise Gboho    | Elfenbeinküste Frankreich |

### Trainerstab
| Funktion        | Name                         | Nation               |
| --------------- | ---------------------------- | -------------------- |
| Chef-Trainer    | Hakim Menaï (interim)        | Frankreich Algerien  |
| Co-Trainer      | Lehit Zeghdane Ronny Bonvini | Frankreich Luxemburg |
| Torwart-Trainer | Luc Du Ville                 | Belgien              |
| Videoanalyst    | Ralph Stange                 | Deutschland          |

## Ehemalige Spieler
Die Spieler sind in alphabetischer Reihenfolge aufgeführt.
| - Hakim Abdallah (2020–2021) - Rachid Alioui (2023–2024) - Blankson Anoff (2021–2024) - Ismaël Bouzid (2017–2019) - Dan Collette (2004–2006) - Claudio da Luz (2011–2013) - Franck Deville (1987–1992) - Laurent Deville (1985–1994, 2002–2004) - Omar Er Rafik (2019–2020) - Jean-Paul Girres (1991–1992) - Raphael Holzhauser (2024) | - Jonathan Joubert (2020–2021) - Kim Kintziger (2004–2007) - Kevin Malget (2020–2023) - Bryan Mélisse (2019–2022) - Mohamed Morabet (2023–2024) - Bridge Ndilu (2023–2024) - Jan Ostrowski (2020–2023) - Thierry Pauk (2002–2004) - Joël Pedro (2019–2021) - René Peters (2001–2008) - Gerson Rodrigues (2012–2014) | - Cedric Sacras (2007–2011, 2021–2024) - Jeff Saibene (1999–2002) - Tom Schnell (2020–2022) - Mehdi Terki (2022–2023) - David Turpel (2020–2022) - Niki Wagner (2008–2009) |

## Europapokalbilanz
| Saison  | Wettbewerb                    | Runde                  | Gegner               | Gesamt | Hin     | Rück    |
| ------- | ----------------------------- | ---------------------- | -------------------- | ------ | ------- | ------- |
| 1990/91 | Europapokal der Pokalsieger   | 1. Runde               | Legia Warschau       | 0:6    | 0:3 (A) | 0:3 (H) |
| 2021/22 | UEFA Europa Conference League | 1. Qualifikationsrunde | NK Domžale           | 1:2    | 0:1 (A) | 1:1 (H) |
| 2023/24 | UEFA Champions League         | 1. Qualifikationsrunde | ŠK Slovan Bratislava | 1:3    | 1:1 (A) | 0:2 (H) |
| 2023/24 | UEFA Europa Conference League | 2. Qualifikationsrunde | The New Saints FC    | 4:3    | 1:1 (A) | 3:2 (H) |
| 2023/24 | UEFA Europa Conference League | 3. Qualifikationsrunde | FC Struga            | 3:4    | 1:3 (A) | 2:1 (H) |

Gesamtbilanz: 10 Spiele, 2 Siege, 3 Unentschieden, 5 Niederlagen, 9:18 Tore (Tordifferenz −9)

## Stadion
Seine Heimspiele trägt Swift im 4.000 Zuschauer fassenden Stade Alphonse Theis in Hesperingen aus. Das Vereinsgelände umfasst neben dem Hauptspielfeld zwei weitere Plätze: Das Terrain Robert Thill sowie einen Kunstrasenplatz. Zwei weitere Trainingsplätze stehen auf dem Holleschbierg zur Verfügung, ein Traingskomplex im Nachbardorf Itzig befindet sich derzeit in Planung und wird zukünftig mit dem zweiten in der Gemeinde Hesperingen ansässigen Fußballverein FC Blo-Wäiss Izeg geteilt.

## Logohistorie

Altes Logo
Bis 2019
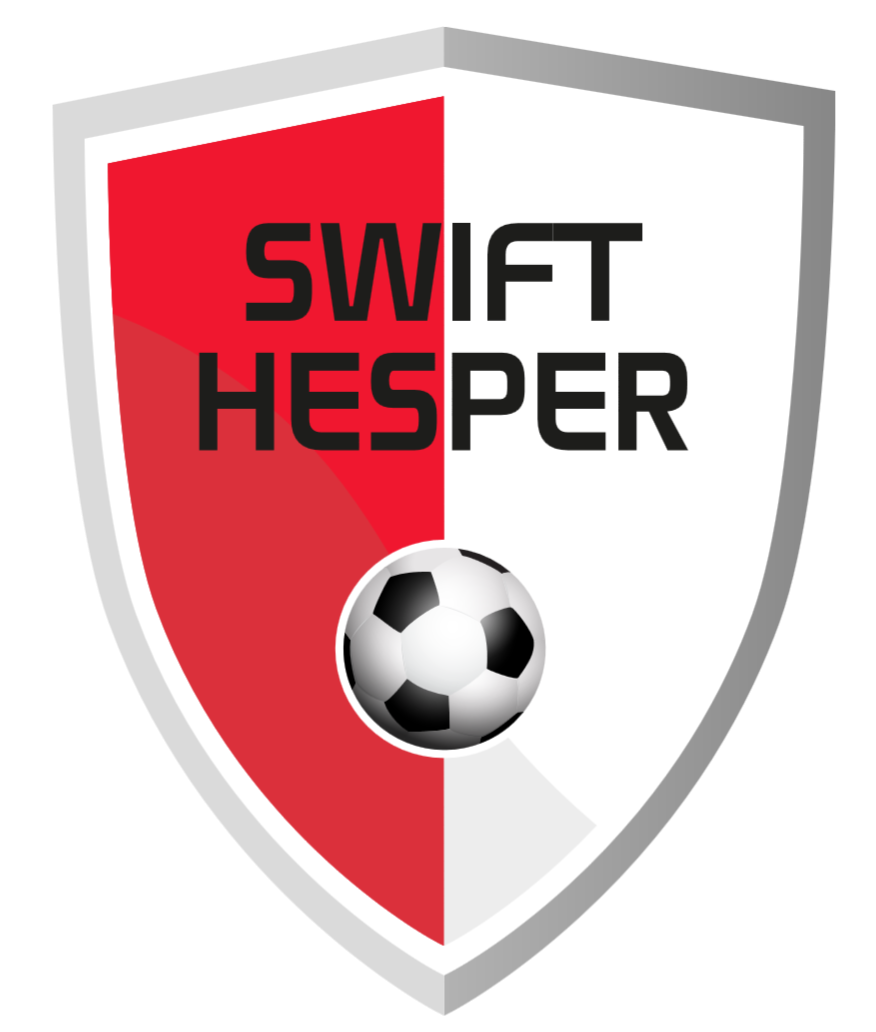
Aktuelles Logo (seit 2020)